# Турунтаєвське сільське поселення (Томський район)
Турунта́євське сільське поселення (рос. Турунтаевское сельское поселение) — сільське поселення у складі Томського району Томської області Росії.
Адміністративний центр — село Турунтаєво.
Населення сільського поселення становить 2062 особи (2019; 2267 у 2010, 2919 у 2002).

## Склад
До складу сільського поселення входять:
| Населений пункт         | Населення, осіб (2002) | Населення, осіб (2010) |
| ----------------------- | ---------------------- | ---------------------- |
| Гірковка, присілок      | 20                     | 11                     |
| Новоархангельське, село | 467                    | 349                    |
| Перовка, присілок       | 244                    | 137                    |
| Підломськ, присілок     | 310                    | 253                    |
| Спасо-Яйське, присілок  | 288                    | 210                    |
| Суєтиловка, присілок    | 27                     | 5                      |
| Турунтаєво, село        | 1224                   | 1007                   |
| Халдеєво, присілок      | 339                    | 295                    |